# Maison du parc de l'Est
La maison du parc de l'Est (finnois : Länsipuiston talo) est un immeuble résidentiel du quartier d'Amuri à Tampere en Finlande,,,.

## Présentation
L'édifice est un bâtiment résidentiel et commercial situé au coin de Hämeenpuisto (anciennement Läntinen Puistokatu) et de Puuvillatehtaankatu.
La maison en pierre de six étages, représentant le classicisme nordique, est achevée en janvier 1928.
La maison du parc de l'Est est rénovée en 1986.
À cette époque, la teinte jaunâtre d'origine de la façade est alors restaurée. 
Avec la maison de la compagnie maritime qui lui est voisine, l'immeuble forme un ensemble impressionnant.
Les habitants de la maison ont été, entre autres, les évêques Jaakko Gummerus et Aleksi Lehtonen. 
La maison d'enfance de l'architecte, académicien Juha Leiviskä était située dans la cour de la maison.

## Protection
La maison fait partie de l'environnement culturel bâti d'importance nationale de Hämeenpuisto classé par la Direction des musées de Finlande.